# 고구려의 중앙관제
고구려의 중앙 관제는 대대로가 수상으로서 국사를 총괄하였다.